# فدریکو مونتی آردوئینی
فدریکو مونتی آردوئینی (ایتالیایی: Federico Monti Arduini؛ زادهٔ ۱ december ۱۹۴۰ (۸۴ سال)) با نام هنری نگهبان فانوس دریایی (ایتالیایی: Il Guardiano del Faro) خواننده-ترانه‌پرداز، آهنگساز، موسیقی‌دان و تهیه‌کننده موسیقی اهل ایتالیا است. او یک کودک نابغه بود که یادگیری موسیقی را از خردسالی آغاز و در سن ۸ سالگی نخستین کنسرت خود را ساخت. او ساخت آهنگ برای ترانه‌ها را از ۱۹۵۷ شروع کرد و با هنرمندانی چون مینا، جیلیولا چینکوئتی، فرانکی آوالون، جورجو گابر همکاری داشت و یکی از نخستین موسیقی‌دانانی بود که با سینث‌سایزر موگ کار کرد.
از فیلم‌هایی که وی در آن‌ها نقش داشته است، می‌توان به آدم‌ربایی اشاره نمود.